# .se
.se is het achtervoegsel van domeinnamen in Zweden. .se-domeinnamen worden uitgegeven door Internetstiftelsen, dat verantwoordelijk is voor de  Topleveldomeinen 'se' en 'nu'.
De .se-zone wordt gezamenlijk met .nu publiekelijk gepubliceerd onder de Creative Commons Naamsvermelding licentie. Samen met .ee zijn dit de enige ccTLDs met een openbare zone file.